# 良松寺
良松寺（りょうしょうじ）は、長野県上水内郡飯綱町大字黒川にある禅宗曹洞派の寺院。日向山と号する。

## 歴史
- 矢筒城主嶋津越前守の臣下村傳右門良昌が矢筒城落城の後諸国を漂浪し、真言宗高野山竜光院末寺住僧となり栄鑑と名乗った[1]。

のち、旧霊仙寺村霊仙寺衆徒となり、永禄10年（1567年）室飯村に草庵を結び、その後元亀3年（1572年）草庵を日向に移し寺堂を建立、天正9年（1581年）3月1日88歳にて寂した。法名寶山栄鑑庵主という。
- 元和5年（1691年）本尊釈迦如来を安置し、日向山良松寺と称する。
- 寛文9年（1669年）佐久間安房守検地の際、高1石の除地を寄進する。
- 弘化4年（1847年）善光寺地震で堂舎皆潰する。
- 万延元年（1860年）一宇再建する。この時の13世を再中興唯一論宗大和尚という。
- 昭和27年（1952年）12月宗教法人登記する。

## 所在地
長野県上水内郡飯綱町大字黒川1033